# Centrouropoda securiformis
Centrouropoda securiformis es una especie de arácnido del orden Mesostigmata de la familia Uropodidae.

## Distribución geográfica
Se encuentra en África Central.